# جون بنتلي (لاعب كريكت)
جون بنتلي (بالإنجليزية: John Bentley)‏ (1 مارس 1787 - 26 مارس 1859) هو لاعب كريكت بريطاني (وحمل سابقاً جنسية المملكة المتحدة لبريطانيا العظمى وأيرلندا ومملكة بريطانيا العظمى).